# Бруклајн (Масачусетс)
Бруклајн (енгл. Brookline) насељено је место без административног статуса у америчкој савезној држави Масачусетс.

## Демографија
По попису из 2010. године број становника је 58.732, што је 1.625 (2,8%) становника више него 2000. године.
| Група             | 2000.          | 2010.          |
| Белци             | 44.922 (78,7%) | 43.040 (73,3%) |
| Афроамериканци    | 1.566 (2,7%)   | 1.977 (3,4%)   |
| Азијати           | 7.325 (12,8%)  | 9.183 (15,6%)  |
| Хиспаноамериканци | 2.018 (3,5%)   | 2.964 (5,0%)   |
| Укупно            | 57.107         | 58.732         |